# Markus Kohlöffel
Markus Kohlöffel (* 25. Januar 1971 in Friedrichshafen) ist ein deutscher Taekwondo-Sportler. Er ist seit 2009 Cheftrainer der schwedischen Nationalmannschaft.

## Leben
Markus Kohlöffel absolvierte ein Kombinationsstudium zum Diplom-Trainer an der Trainerakademie Köln des Deutschen Olympischen Sportbunds und ein Studium der Sportwissenschaft mit dem Schwerpunkt Biomechanik an der Universität Konstanz.
Er ist seit 1986 im Taekwondosport engagiert und leitet seit 1991 die  Taekwondo-Abteilung des Bodensee-Schulsport-Vereins (BSV) Friedrichshafen. 2001 gründete er das erste Taekwondo-Internat Deutschlands. Er ist Direktor des Taekwondo Competence Center Friedrichshafen (TCC Friedrichshafen) und Leiter des Regionalen Spitzensportzentrums (RSZ) Friedrichshafen. Er ist Landestrainer in Baden-Württemberg (TUBW). Er hält einen 8. Dan im Taekwondo.
Seit 2000 gehörte er dem Bundestrainerstab der Deutschen Taekwondo Union (DTU) an und wurde als Trainer für die Junioren Junioren-Europameister (2003) und Junioren-Weltmeisterschaft (2004, vierter Platz). 2005 wurde er Bundestrainer für die Damenmannschaft und wurde Vizeeuropameister (2006) und Europameister (2008). Er war Teamchef Taekwondo Deutschland bei den Olympischen Sommerspielen 2008 und holte jeweils das bisher beste Ergebnis für Taekwondo Deutschland. Markus Kohlöffel war bei der Weltmeisterschaft 2003 als Generalsekretär und 2001 bei der Poomse-Europameisterschaft, 2004 bei der Militär-Weltmeisterschaft sowie 2006 bei der Europameisterschaft im Management für die Deutsche Taekwondo Union eingebunden.
Seit 2009 ist er Cheftrainer des Schwedischen Taekwondo Verbandes (Svenska Taekwondoförbundet) und war Teamchef bei den Olympischen Sommerspielen 2012 in London. Von der World Taekwondo Federation (WTF) wurde er 2014 in das Coach Komitee berufen. 2015 erfolgte die Berufung in das sportwissenschaftliche Komitee der Europäischen Taekwondo Union (ETU).
Er hat an der Fakultät für Geschichte und Soziologie im Fach Sportwissenschaft der Universität Konstanz einen Lehrauftrag für Taekwondo inne. Zusammen mit der Universität Konstanz engagiert er sich für die Gründung eines Instituts für Hochleistungssport und Bewegungsdiagnostik am  TCC Friedrichshafen.

## Erfolge (Auswahl)
- Deutsche Meisterschaften (335 Medaillen, davon 142 Titel)
- Europa- und Weltmeisterschaften (83 Medaillen, davon 28 Titel)
- Afrikameisterschaften und -spiele (18 Medaillen, davon 7 Titel)
- Olympische Sommerspiele 2008 in Peking (fünfter Platz)
- Olympische Jugend-Sommerspiele 2014 in Nanjing (fünfter Platz)
- Fünf Athleten für die Olympischen Sommerspiele 2016 qualifiziert
- Olympische Sommerspiele 2016 in Rio de Janeiro (1 Silbermedaille)
- Olympische Jugend-Sommerspiele 2018 in Buenos Aires (Bronzemedaille)
- Zwei Athleten für die Olympischen Sommerspiele 2020 qualifiziert
- Goldmedaille bei den European Masters Games (2011)
- Goldmedaille bei den Canada Open (2013)
- Goldmedaille bei den US Open (2007, 2008, 2010, 2011, 2012, 2013, 2015)

## Ehrungen und Auszeichnungen
- Trainer des Jahres 2003 des Landessportverbandes Baden-Württemberg (zusammen mit Felix Magath)
- Verleihung der Goldenen Ehrennadel und des 6. Dan für seine Verdienste um den Leistungssport von der Deutschen Taekwondo Union (DTU)
- Offizierskreuz der Republik Niger („Officier de l'Ordre National du Mérite du Niger“) in Anerkennung seiner Verdienste für die Republik Niger[5]